# Abraham Isaak Kook

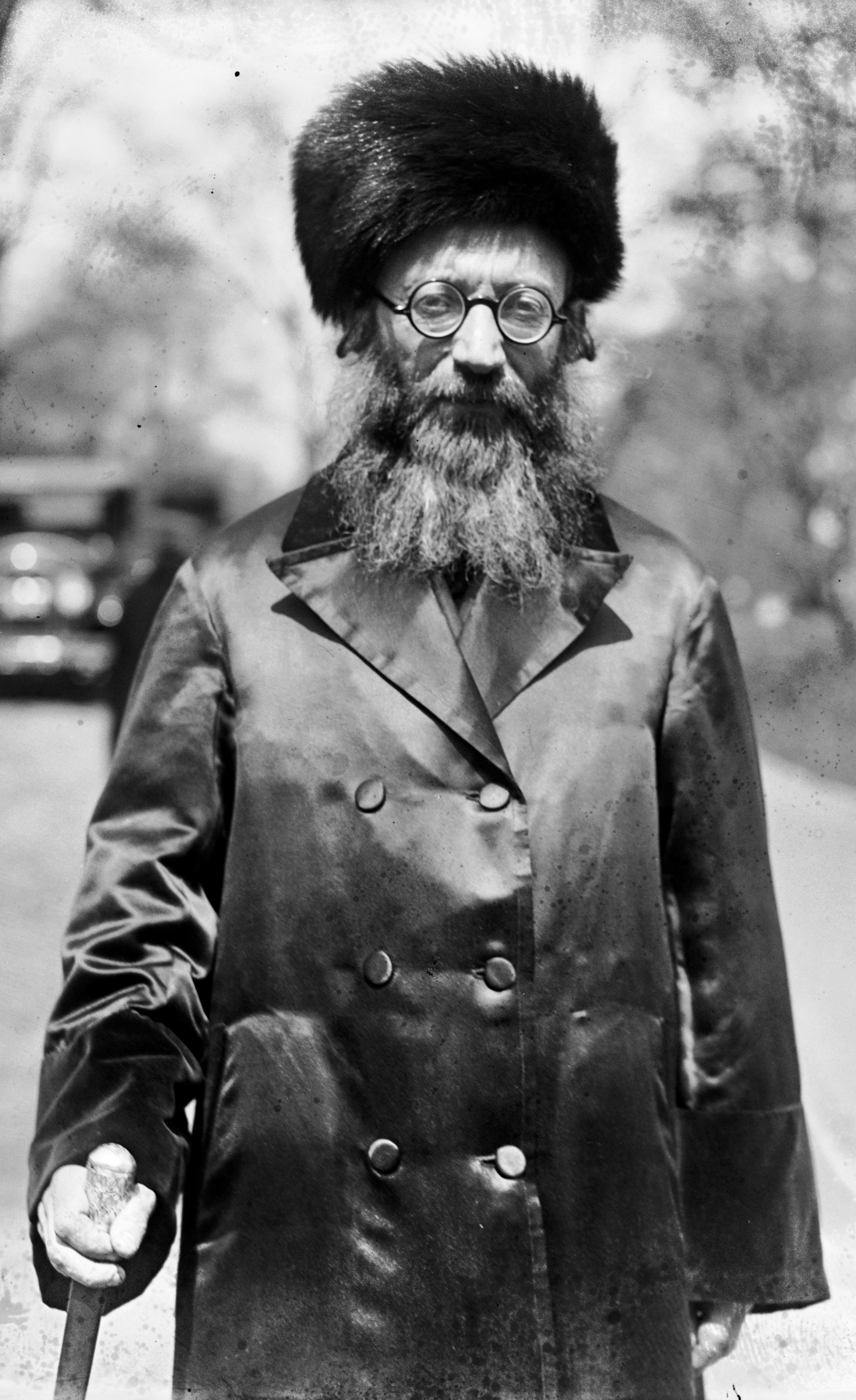
Abraham Isaak Kook, 1924

Abraham Isaak Kook (Kuck) (hebräisch הרב אברהם יצחק הכהן קוק, HaRav Avraham Yitzchak HaCohen Kook, auch unter dem Akronym HaRaIyaH bekannt; geboren 8. September 1865 in Grīva, heute ein Stadtteil von Daugavpils, Russisches Kaiserreich bzw. Lettland; gestorben 1. September 1935 in Jerusalem, Mandatsgebiet Palästina) war ein orthodoxer jüdischer Gelehrter und aschkenasischer Großrabbiner für Palästina. Er gilt als einer der geistigen Väter des modernen religiösen Zionismus.

## Leben
Abraham Isaak Kook studierte Tora, Talmud und Kabbala in Ludsen, Dünaburg und an der berühmten Jeschiwa von Waloschyn (heute in Belarus). Von 1888 bis 1904 war er Rabbiner in Žeimelis, von 1895 bis 1904 übte er das gleiche Amt in der Nachbarstadt Bauska aus. 1904 wanderte er im Rahmen der zweiten Alija nach Palästina aus; am 13. Mai traf er in Jaffa ein. Als Oberrabbiner von Jaffa und Umgebung ließ Abraham Isaak Kook sich in Neve Tzedek (נווה צדק), einer im Südwesten des heutigen Tel Aviv liegenden Siedlung, nieder. 1919 wurde er Oberrabbiner von Jerusalem.
Seit 1921 war Abraham Isaak Kook erster aschkenasischer Großrabbiner für Palästina, ein Rang, der später von den Großrabbinern Israels übernommen wurde. Als solcher gründete er die Vereinigung der Großrabbinate von Israel, die Rabbanut, und Israels nationale Rabbinergerichte (Av Bet Din), die mit der israelischen Regierung zusammenarbeiten und für Rechtsangelegenheiten wie Ehe, Scheidung, Konversion und Bildung zuständig sind.
Er arrangierte politische Allianzen zwischen säkularen Zionisten und Anhängern des religiösen Zionismus. Seinem theologischen System zufolge sah er die jugendlichen, säkularen und sogar anti-religiösen, sozialistischen Pioniere, die Chalutzim, als Teil eines großen göttlichen Planes, durch den das Volk Israel aus seiner zweitausendjährigen Diaspora (hebräisch גלות Galut, jiddisch Golus) erlöst würde.

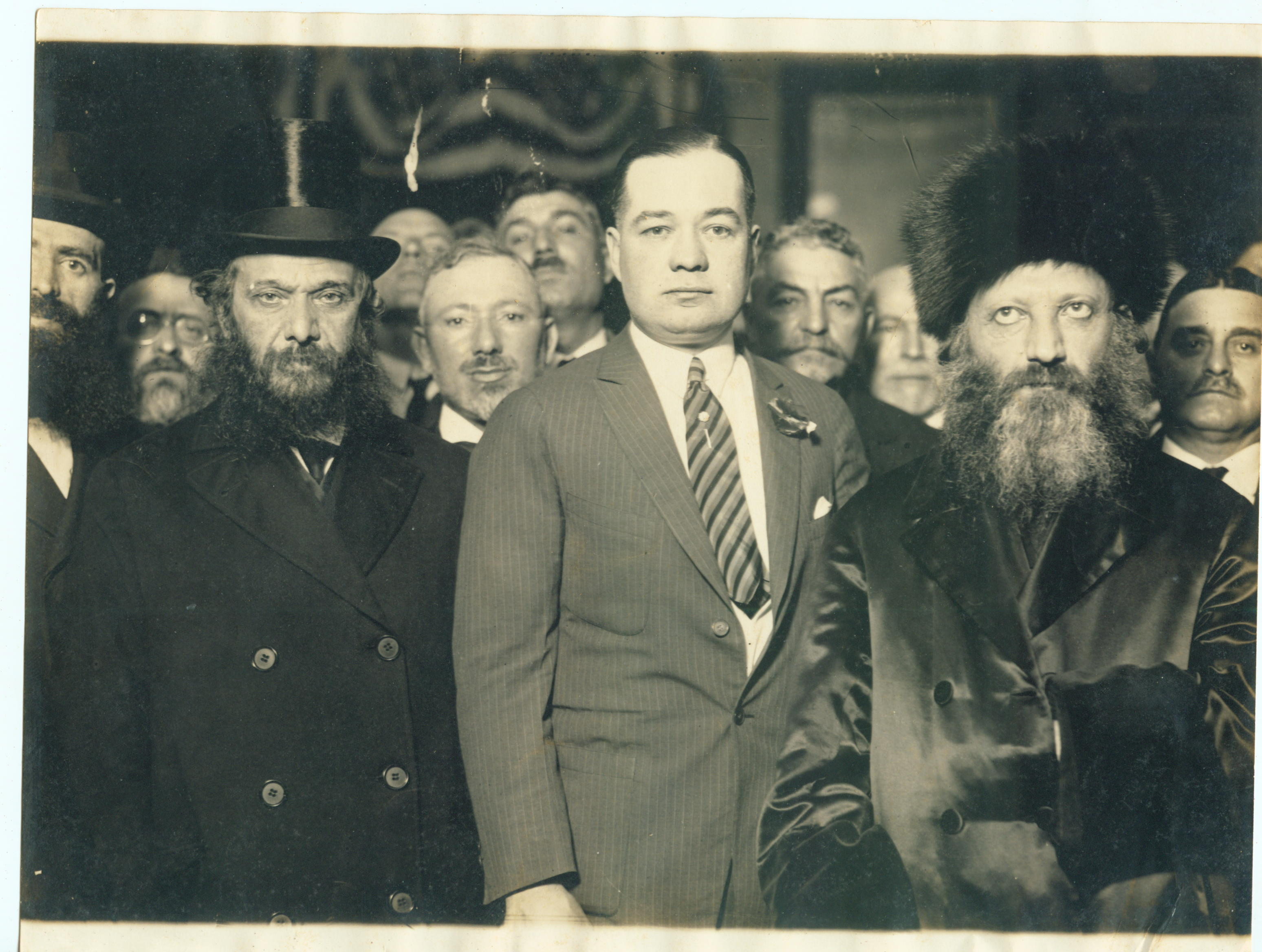
Kook mit dem Bürgermeister von New York John F. Hylan (1924)

Sein Einfühlungsvermögen für säkulare Juden erregte den Verdacht seiner charedischen Gegner, die teilweise dem alten rabbinischen Establishment angehörten, das seit der Zeit der osmanischen Herrschaft in Palästina bestand. Deren Oberhaupt, Rabbiner Joseph Chaim Sonnenfeld, war Rabbiner Kooks größter rabbinischer Rivale.
Rabbiner Kook ist Autor eines weitgefächerten Themenkatalogs von Werken über jüdisches Gedankengut und Mystizismus. Sein Werk hat allerdings die Eigenheit, dass er relativ kurze, meist unverbundene, tagebuchartige Texteinheiten verfasste, die dann von den Herausgebern thematisch geordnet und bearbeitet wurden. Daher ist es schwierig, zwischen den Lehren Kooks und denen seiner Schule zu unterscheiden.
Er gründete eine der angesehensten religiösen Schulen Israels, die Jeschiwa Merkas HaRaw Kook in Jerusalem. Gemeinsam mit seinem Sohn Zwi Jehuda Kook gilt Abraham Isaak Kook als geistiger Vater der messianistischen Siedlerbewegung Gusch Emunim.
Er war der Onkel von Hillel Kook.

## Schriften
- Abraham Isaak HaCohen Kook: Die Lichter der Tora. = Ôrôt hat-tôrā (= Jüdische Quellen, Bd. 4). Herausgegeben von Christoph Schulte und Eveline Goodman-Thau. Hebräisch-deutsch. Übersetzt und mit Anmerkungen versehen von Timotheus Arndt. Mit einem Nachwort von Joseph Dan. Akademie Verlag, Berlin 1995, ISBN 3-05-002515-8.